# Belgische Zuidpoolexpeditie 1968
De Belgische Zuidpoolexpeditie verbleef in de antarctische zomer van 1968 op de Zuid-Afrikaanse basis SANAE I in de Baai van Polarbjørn op de kust van Antarctica. De expeditie was de eerste sinds de sluiting van de Koning Boudewijnbasis in 1967 en stond onder leiding van geoloog Tony van Autenboer (22 maart 1932 - 1 september 2022) en gebeurde in samenwerking met een Zuid-Afrikaanse expeditie. 

## Onderzoek
De expeditie verrichtte er wetenschappelijk onderzoek op de Jutulstraumen, een gletsjer van bijna 200 kilometer lang, ongeveer 50 kilometer breed en op bepaalde plaatsen zeker twee kilometer dik.

## Expeditieleden
- Tony Van Autenboer (B), expeditieleider / geologie / glaciologie
- R. Arnhem (B), piloot
- R. Fagnoul (B), piloot
- F. Beyens (B), mecanicien
- V. Daniels (B), mecanicien
- H. Decleir (B), geomagnetisme / gravimetrie
- J.P. Deruyck (B), fotograaf
- J.J. Derwael (B), geodesie
- W. Loy (B), geologie